# Lucy Stone
Lucy Stone (West Brookfield, Massachusetts; 13 de agosto de 1818-Boston, Massachusetts; 19 de octubre de 1893) fue una aclamada oradora, prominente abolicionista y sufragista estadounidense especialmente influyente en la historia de Estados Unidos del siglo XIX. Trabajó como profesora en la Sociedad Americana en contra de la Esclavitud y en sus clases abogó tanto contra la esclavitud como a favor de los derechos de la mujer. En 1869 creó la Asociación Americana pro Sufragio de la Mujer.

## Biografía
Era la octava de nueve hermanos. Sus padres fueron Hannah Matthews y Francis Stone. Pasó su niñez trabajando en una granja familiar de Coy's Hill en West Brookfield, Massachusetts. 
Al terminar el Bachelor of Arts fue maestra de escuela. A los 21 años ingresó en el College Oberlin en Ohio, la primera universidad en EE. UU. que admitió alumnos afroamericanos y el ingreso de mujeres, fundada en 1833 por presbiterianos. En 1839, Stone fue la primera mujer de Massachusetts que obtuvo un grado académico. 
Se graduó en 1847 y empezó a trabajar como profesora en la Sociedad Americana en contra de la Esclavitud. En sus clases denunciaba la esclavitud y también defendía los derechos de las mujeres.
En 1847 dio su primer discurso público sobre los derechos de las mujeres "La Provincia de la Mujer", invitada por su hermano Bowman Stone para hablar en su iglesia rompiendo las convenciones hasta el momento de que una mujer hablara ante una audiencia mixta.
En 1850, dos años después de que se celebrara en Nueva York la Convención de Séneca Falls, organizó la primera Convención Nacional por los derechos de la mujer en Worcester, Massachusetts. Allí conoció al que sería su marido. 
En 1855 se casó con Henry B. Blackwell (1825-1909), activista contra la esclavitud. Ambos prometieron tener igualdad de derechos en el matrimonio. Un año después de la boda, en protesta contra las leyes discriminatorias Stone decidió recuperar su apellido de soltera, "mi nombre es mi identidad y no debo perderla" escribió en una carta a su marido y fue la primera estadounidense registrada que mantuvo su apellido después del matrimonio. Henry era hermano de Elizabeth Blackwell, también activista de los derechos de la mujer y primera médica de Estados Unidos. Lucy y Henry tuvieron una única hija: Alice Stone Blackwell (1857-1950) periodista, traductora y también activista por los derechos de las mujeres.

### Contra la esclavitud y a favor del voto femenino
En 1861 fue elegida presidenta de la Asociación de Mujeres de Nueva Jersey y fue confundadora de la Liga Nacional de Mujeres que promovió la Decimotercera Enmienda a la Constitución de los Estados Unidos que abolió la esclavitud aprobada en 1865.
En 1869 creó en Boston la Asociación Americana pro Sufragio de la Mujer (American Woman Suffrage Association) a partir del grupo de reformadores sociales que pensaban que al igual que era necesario abolir la esclavitud lo era también defender los derechos de las mujeres.  Fue un grupo moderado, menos militante que la Asociación Nacional pro Sufragio de la Mujer (National Woman Suffrage Association) de Elizabeth Candy Stanton y Susan B. Anthony y sólo hizo campaña por la consecución del voto femenino sin ocuparse de otras discriminaciones que sufrían las mujeres.
Stone y su marido fundaron el semanario feminista Diario de la Mujer donde publicaban sus discursos y los de otras activistas. Stone habló ante varios cuerpos legislativos para promover leyes que dieran más derechos a las mujeres.
Murió en Boston en 1893, a los 75 años. Ese mismo año se aprobó una enmienda de la Constitución de Estados Unidos que otorgaba en algunos estados el derecho al voto femenino.